# She’s the Man
She’s the Man (tạm dịch: Cô ấy là đàn ông) là một bộ phim hài Mỹ được sản xuất năm 2006 dựa trên vở kịch Twelfth Night của William Shakespeare mặc dù nội dung câu chuyện xoay quanh cuộc sống của một cô học sinh trung học yêu thích bóng đá là Viola Hastings. Phim bắt đầu được công chiếu tại Mỹ và Canada vào ngày 17 tháng 3 năm 2006, tại Australia vào ngày 6 tháng 4 năm 2006 và tại Vương Quốc Anh vào ngày 7 tháng 4 năm 2006.

## Nội dung phim
Viola Hastings (Amanda Bynes) là một cầu thủ bóng đá tại trường trung học. Sau khi biết tin đội bóng đá nữ của Cornwall, trường cô theo học bị giải tán, cô xin gia nhập đội bóng đá nam của trường và bị từ chối. Cô quyết định tìm cách chơi cho đội bóng đối thủ của Cornwall, Illyria.
Viola có một người anh trai sinh đôi rất giống mình tên là Sebastian. Sebastian dự kiến sẽ nhập học trường Illyria nhưng anh đã quyết định sang London để chơi cho ban nhạc. Sebastian nhờ Viola nói dối trường Illyria là anh bị ốm và bảo với mỗi bố mẹ của hai anh em (hiện đã ly dị) rằng anh đang ở với người kia.
Tuy nhiên Viola đã quyết định sẽ giả trang làm Sebastian để tham gia đội bóng trường Illyria. Với sự giúp đỡ của những người bạn Paul, Kia và Yvonne, cô đã biến thành "Sebastian".
Tại Illyria, bạn cùng phòng với "Sebastian" là Duke Orsino (Channing Tatum), một tiền đạo rất đẹp trai trong đội bóng. Với sự chỉ đạo của Paul, Kia và Yvonne giả vờ làm bạn gái của "Sebastian". Đồng thời "Sebastian" cũng "đá" bạn gái thật của anh trai mình là Monique trước mặt mọi người. Duke và các thành viên khác trong đội bóng rất ấn tượng và ngưỡng mộ "Sebastian". Tuy nhiên khi thi tuyển, Viola chỉ được xếp vào đội hình 2 và khó có thể tham dự trận đấu loại với Cornwall.
Sau một thời gian, Viola nhận thấy mình đã thích anh bạn cùng phòng Duke. Nhưng Duke lại mê mẩn Olivia, một trong những cô gái hấp dẫn nhất trường và đồng thời là bạn thí nghiệm của "Sebastian". Nhưng Olivia (Laura Ramsey) lại bị ấn tượng bởi vẻ tế nhị và tinh tế, rất khác biệt so với các nam sinh của "Sebastian". Duke bèn đề nghị "Sebastian" giới thiệu mình với Olivia, đổi lại anh sẽ giúp "Sebastian" luyện tập bóng đá. Cuối cùng, "Sebastian" được chọn vào đội hình chính thức.
Olivia ngày càng mến anh bạn "Sebastian" nhưng dĩ nhiên, "Sebastian" không thích Olivia. Do vậy, Olivia đã giả vờ làm bạn gái của Duke để khiến "Sebastian" ghen. Nhưng thực tế là Viola đã ghen vì tưởng Olivia hẹn hò với Duke. Trong khi đó, Malcolm, một nam sinh lập dị ở trường, kẻ cũng vô cùng si mê Olivia cùng với Monique, bạn gái cũ của Sebastian bắt đầu khám phá ra bí mật của Viola.
Mọi chuyện càng trở nên phức tạp hơn khi Sebastian "thật" từ London trở về sớm hơn dự định. Khi vừa mới đến Illyria, Olivia bất ngờ chạy đến và hôn Sebastian. Duke nhìn thấy cảnh đó và nghĩ rằng "Sebastian" đã phản bội mình và đuổi Viola ra khỏi phòng.
Buổi sáng diễn ra trận đấu với Cornwall, Malcolm và Monique tiết lộ sự thật của Viola cho thầy hiệu trưởng Gold. Nhưng Viola ngủ muộn cho nên Sebastian thật đã bị đưa vào đội bóng và chơi vô cùng dở ở hiệp 1. Thầy hiệu trưởng Gold bất ngờ dừng trận đấu lại và tuyên bố Sebastian không phải là con trai và không được phép chơi tiếp. Nhưng Sebastian đã cởi quần của mình ngay tại sân đấu để chứng minh mình là con trai. Trong giờ nghỉ giải lao, Viola kéo Sebastian vào một góc để giải thích rõ mọi việc và cô ra đá ở hiệp 2.
Duke vẫn còn rất giận "Sebastian" vì đã phản bội mình và anh không chuyền bóng cho Viola trong trận đấu. Viola quyết định công khai tiết lộ bí mật của mình cho tất cả mọi người. Cô cởi bỏ đồ hóa trang để chứng tỏ mình đích thực là một cô gái, đồng thời giải thích rõ tất cả mọi chuyện. Huấn luyện viên quyết định tiếp tục để cho Viola chơi. Với một cú sút phạt đền vào lưới thủ môn, đồng thời là bạn trai cũ Justin (Robert Hoffman), Viola đã ấn định chiến thắng 2-1 cho đội Illyria.
Sau trận đấu, Duke vẫn còn cảm thấy bị tổn thương, Viola đã mời anh đến buổi tiệc khiêu vũ. Duke nhận lời và hai người hòa giải với nhau. Ở cuối phim, Viola trở thành một thành viên chính thức trong đội bóng đá Illyria.

## Diễn viên
- Amanda Bynes vai Viola Hastings
- Channing Tatum vai Duke Orsino
- Laura Ramsey vai Olivia Lennox
- James Kirk vai Sebastian Hastings
- Emily Perkins vai Eunice Bates
- Alex Breckenridge vai Monique Valentine
- Brandon Jay McLaren vai Toby
- Clifton Murray vai Andrew
- Jonathan Sadowski vai Paul Antonio
- Amanda Crew vai Kia
- Jessica Lucas vai Yvonne
- Robert Hoffman vai Justin Drayton
- James Snyder vai Malcolm Festes
- David Cross vai Thầy hiệu trưởng Horatio Gold
- Vinnie Jones vai Huấn luyện viên Dinklage
- Julie Hagerty vai Daphne Hastings
- John Pyper-Ferguson vai Roger Hastings
- Lynda Boyd vai Cheryl
- Robert Torti vai Huấn luyện viên Pistonek

## Doanh thu
She's the Man đã nhận được doanh thu trong nước là 33.741.133 USD và toàn cầu là 57.194.667 USD.